# Nishimura Shigenobu

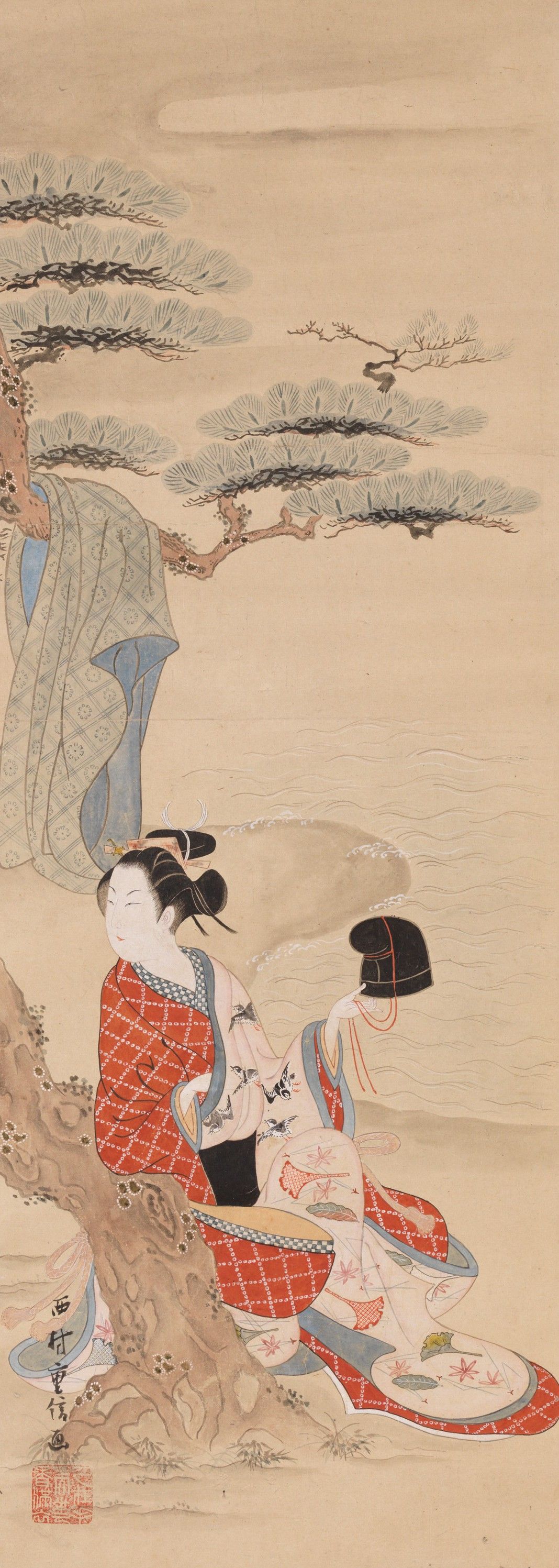
"Fanciulla nella brezza marina"

Nishimura Shigenobu (西村重信?; 1711) è stato un pittore e incisore giapponese, rappresentante del genere ukiyo-e.

## Biografia
Fu allievo di Nishimura Shigenaga fin dal 1728 ma si ignorano eventuali legami di parentela; deve il suo nome d'arte a quello del maestro e usava firmarsi anche come Nishimura Magosaburo. Da alcuni studiosi viene identificato con il successivo Ishikawa Toyonobu, poiché di Shigenobu si perdono le tracce dopo il 1740: secondo questa teoria egli avrebbe adottato il nuovo pseudonimo dopo appunto quella data. Questa teoria non è però supportata da fonti ne dalle opere dei due artisti, incoerenti dal punto di vista stilistico e qualitativo; Shigenobu fu un autore di qualità oggettivamente inferiore.
Aveva uno stile che si rifaceva alla prima scuola Torii e Kaigetsudō. Fu probabilmente maestro di Tanaka Masunobu.